# 烽火村站
烽火村站位于中华人民共和国湖北省武汉市洪山区，是武汉地铁5号线的地铁车站。

## 车站结构
烽火村站为地下两层岛式车站，车站主体布置在白沙洲大道与安鑫路交叉口南侧、白沙洲大道红线东侧地块内，平行于白沙洲大道布置。车站主体结构外包总长为301.89m，总宽21.3m（标准段）。车站主体采用明挖顺作法施工。车站共设4个出入口、2组风亭及2个疏散口。

### 车站出口
|                                                 |      |      |  |
| 出口編號                                        | 設施 | 照片 |  |
| A                                               |      |      |  |
| B                                               |      |      |  |
| C                                               |      |      |  |
| D                                               |      |      |  |
| 注： 設有升降機 \| 設有輪椅升降台 \| 設有洗手間 |      |      |  |

## 鄰近地點
武昌区人民检察院、烽火机电大市场。

### 内部链接
- 武汉地铁车站列表